# Bóng đá trong nhà tại Đại hội Thể thao Đông Nam Á 2017
Bóng đá trong nhà là môn thi đấu tại Đại hội Thể thao Đông Nam Á 2017 ở Kuala Lumpur. Các trận đấu diễn ra tại Sân vận động Panasonic ở Shah Alam.
Đại hội 2017 sẽ có 2 nội dung thi đấu ở bộ môn bóng đá trong nhà.

## Lịch thi đấu cụ thể
Sau đây là lịch thi đấu bóng đá trong nhà:
| RR | Vòng tròn 1 lượt |

| Nội dung | T6 18 | T7 19 | CN 20 | T2 21 | T3 22 | T4 23 | T% 24 | T6 25 | T7 26 | CN 27 |
| -------- | ----- | ----- | ----- | ----- | ----- | ----- | ----- | ----- | ----- | ----- |
| Nam & Nữ | RR    |       | RR    |       | RR    |       |       | RR    |       | RR    |

## Các đội tham gia

### Các quốc gia tham dự
- Indonesia
- Malaysia
- Myanmar
- Thái Lan
- Việt Nam

## Giải đấu nam
| VT | Đội          | ST | T | H | B | BT | BB | HS  | Đ | Kết quả chung cuộc |
| -- | ------------ | -- | - | - | - | -- | -- | --- | - | ------------------ |
| 1  | Thái Lan     | 4  | 3 | 0 | 1 | 20 | 10 | +10 | 9 | Huy chương vàng    |
| 2  | Malaysia (H) | 4  | 2 | 1 | 1 | 14 | 19 | −5  | 7 | Huy chương bạc     |
| 3  | Việt Nam     | 4  | 2 | 1 | 1 | 12 | 7  | +5  | 7 | Huy chương đồng    |
| 4  | Indonesia    | 4  | 1 | 0 | 3 | 7  | 14 | −7  | 3 |                    |
| 5  | Myanmar      | 4  | 1 | 0 | 3 | 10 | 23 | −13 | 3 |                    |

## Giải đấu nữ
| VT | Đội          | ST | T | H | B | BT | BB | HS  | Đ  | Kết quả chung cuộc |
| -- | ------------ | -- | - | - | - | -- | -- | --- | -- | ------------------ |
| 1  | Thái Lan     | 4  | 3 | 1 | 0 | 27 | 5  | +22 | 10 | Huy chương vàng    |
| 2  | Việt Nam     | 4  | 2 | 1 | 1 | 8  | 6  | +2  | 7  | Huy chương bạc     |
| 3  | Indonesia    | 4  | 2 | 1 | 1 | 8  | 6  | +2  | 7  | Huy chương đồng    |
| 4  | Malaysia (H) | 4  | 1 | 1 | 2 | 4  | 16 | −12 | 4  |                    |
| 5  | Myanmar      | 4  | 0 | 0 | 4 | 5  | 19 | −14 | 0  |                    |

## Bảng tổng sắp huy chương

### Đội đoạt được huy chương
| Nội dung | Vàng           | Bạc            | Đồng            |
| -------- | -------------- | -------------- | --------------- |
| Nam      | Thái Lan (THA) | Malaysia (MAS) | Việt Nam (VIE)  |
| Nữ       | Thái Lan (THA) | Việt Nam (VIE) | Indonesia (INA) |